# Isole Rosenthal
Le isole Rosenthal sono un gruppo di isole situate lungo la costa occidentale dell'Isola Anvers, nell'Arcipelago di Palmer (Penisola Antartica).

## Storia
Le isole furono scoperte e sommariamente cartografate nel corso della Spedizione antartica tedesca del 1873-1874, guidata da Eduard Dallmann, e furono così denominate in onore ad Albert Rosenthal, direttore della Compagnia di navigazione polare tedesca (Deutsche Polar-Schifffahrtsgesellschaft), finanziatrice della spedizione. Una cartografia più accurata fu messa a punto nel corso della Prima spedizione antartica francese (1903-05) guidata da Jean-Baptiste Charcot ed infine nel 1956 la Falkland Islands and Dependencies Aerial Survey Expedition (FIDASE), in collaborazione con la British Antarctic Survey, ha realizzato una mappa dettagliata dell'intero arcipelago basata sulla fotografia aerea.

## Territorio
Le isole Rosenthal sono situate lungo la costa sud-occidentale dell'isola Anvers, 6 miglia a nord di Capo Monaco. L'arcipelago comprende circa 80 isole, la più grande delle quali è l'isola di Gerlache, che misura circa 2,5 km di lunghezza e 1.2 km di larghezza; le isole più piccole misurano meno di 500 m. Molte di esse non hanno un nome ufficiale e vengono identificate in base ad un codice numerico convenzionale provvisorio.

## Flora
Le immagini satellitari ad alta risoluzione documentano la presenza di vaste aree di vegetazione, costituite in massima parte da muschi e licheni, ma una check list dettagliata delle specie presenti non è disponibile.

## Fauna
Nell'area nidificano tre diverse specie di pinguini: il pinguino di Adelia (Pygoscelis adeliae), il pigoscelide antartico (Pygoscelis antarcticus) e il pinguino Papua (Pygoscelis papua), con una popolazione totale di circa 9000 coppie.
Sono inoltre presenti colonie nidificanti di ossifraga del sud (Macronectes giganteus), sterna antartica (Sterna vittata), cormorano antartico (Leucocarbo bransfieldensis), stercorario di McCormick (Stercorarius maccormicki), gabbiano del kelp (Larus dominicanus), uccello delle tempeste di Wilson (Oceanites oceanicus), chione bianco (Chionis albus).
Nelle aree costiere è inoltre segnalata la presenza dell'elefante marino del Sud (Mirounga leonina), della foca di Weddell (Leptonychotes weddellii) e della otaria orsina antartica (Arctocephalus gazella).

## Conservazione
L'area è classificata dal Trattato Antartico come Area Specialmente Protetta dell'Antartide (codice ASPA 176).
Il sito è stato inoltre classificato da BirdLife International come Important Bird Area (IBA).